# Поста
Поста (італ. Posta) — муніципалітет в Італії, у регіоні Лаціо, провінція Рієті.
Поста розташована на відстані близько 90 км на північний схід від Рима, 24 км на північний схід від Рієті.
Населення — 695 осіб (2014).

## Демографія
Населення за роками:

Станом на 1 січня 2023 року в муніципалітеті офіційно проживали 52 іноземці з 13 країн, серед них 32 громадяни країн Євросоюзу та 1 громадянин України.

## Сусідні муніципалітети
- Борбона
- Читтареале
- Леонесса
- Мічильяно
- Монтереале

## Катастрофи

### Землетрус 2016 року
24 серпня 2016 року, о 03:36 за місцевим часом, у центральній Італії, на південь від міста Перуджа, стався сильний землетрус магнітудою 6,4 бали з епіцентром на глибині 10 км. Серії поштовхів завдали серйозних руйнувань цілій низці міст та сіл, зокрема, Аккумолі, Аматриче, Поста та Аркуата-дель-Тронто .  
Точної інформації про кількість жертв ще немає. Видання La Repubblica повідомляє, що, станом на ранок 24 серпня загинуло щонайменше 14 людей  , хоча більшість людей знаходиться під завалами. 
Станом, на 20:00, за місцевим часом, кількість загиблих внаслідок землетрусу  зросла до 120 осіб .